# Зубра (река)
Зубра (укр. Зубра) — река во Львовском и Стрыйском районах Львовской области, Украина. Левый приток Днестра (бассейн Чёрного моря).
Длина реки 46 км (по другим данным — 40 км), площадь бассейна 242 км². Долина V-образная, в нижнем течении трапециевидная. В нижнем течении имеет общую долину с рекой Щерек. Ширина долины от 0,3 до 2 км. Пойма местами заболочена. Русло умеренно извилистое, шириной 2-5 м, есть перекаты. Глубина реки 0,5-1 м. Уклон реки 1,96 м/км. Есть пруды.
Берёт начало на юге Львова в районах Сихов и Козельники (раньше исток был около современной Церкви Рождества Пресвятой Богородицы). Течёт преимущественно на юг, в среднем течении — на запад, в приустьевой части — снова на юг. Впадает в Днестр между сёлами Устье и Розвадов. Протекает в пределах Львовского плато и Львовского Ополья.
Между истоками рек Зубры и Полтвы проходит Главный европейский водораздел — Зубра относится к бассейну Чёрного моря, а Полтва — к бассейну Балтийского моря.